# امریکن موتورز کورپوریشن
آمریکن موتورز کورپوریشن (انگلیسی: American Motors Corporation) با مخفف نام ای‌ام‌سی (AMC)، شرکت خودروسازی آمریکایی بود که در سال ۱۹۵۴ از ادغام نش موتورز و هادسن موتور ایجاد شد. امریکن موتورز با خودروهایی مثل رامبلر آمریکایی و ای‌ام‌سی گرملین به رقابت «سه بزرگ» یعنی فورد، کرایسلر و جنرال موتورز رفت. امریکن موتورز دوران موفقیت محدودی داشت اما در سال ۱۹۷۹ بخش قابل توجهی از آن توسط رنو موتورز خریداری شد. این شرکت در نهایت در سال ۱۹۹۰ به‌طور کامل در کرایسلر ادغام شد.
از جمله خودروهای آمریکن موتورز که در ایران مونتاژ می‌شد، می‌توان به آریا شاهین، جیپ سی‌جی و جیپ آهو اشاره کرد. این خودروها توسط شرکت «جیپ ایران» (پارس خودرو کنونی) تولید می‌شد.